# خوان سوتو (لاعب كرة قاعدة)
خوان سوتو (مواليد 25 أكتوبر 1998) هو لاعب كرة قاعدة دومنيكي يلعب في نادي واشنطن ناشونالز.